# Tindefjellbreen
Tindefjellbreen er en gletsjer i Stryn kommune i Vestland fylke i Norge. Bræen ligger mellem Bødalen og Erdalen, øst for Lovatnet og syd for Oppstrynsvatnet. Tindefjellsbreen hænger sammen med Skålebreen der liggere mod  sydøst. I nordvest ligger Skålabreen. Den har et areal på  20 km², og er en del af  Jostedalsbreen Nationalpark.

## Eksterne kilder og henvisninger
- Om Tindefjellbreen på Store Norske Leksikon

61°52′10″N 07°03′14″Ø / 61.86944°N 7.05389°Ø